# Coquille
Coquille (Mishikhwutmetunne, Mishikwutinetunne, Upper Coquille, Kukwil').- Pleme ili grupa manjih plemena američkih Indijanaca porodice Athapaskan, nastanjeni na gornjem toku rijeke Coquille u Oregonu. Mishikhwutmetunne ili Upper Coquille su srodni jezično plemenima Upper Umpqua ili Umpqua, Cow Creek, Kwatami, Chasta Costa, Chetco, Tolowa i Dakubetede (Applegate) s kojima čine jezičnu podskupinu središnje grane Atapaska, i kojoj bi po jezikoslovcima trebalo pribrojiti i Tututni plemena:  (1) Yukichetunne, (2) Tututni, (3) Mikonotunne, (4) Chemetunne, (5) Chetleshin, (6) Kwaishtunnetunne, i  (7) Taltushtuntede (Galice). O brojnom stanju slabo je poznato, Swanton tek navodi da je pleme Upper Coquille 1910 imalo tek 15 preživjelih pripadnika.

## Sela
J. O. Dorsey (1884) daje nazive njihovih sela ili bandi (prema Hodgeu): Chockreletan, Chuntshataatunne, Duldulthawaiame, Enitunne, Ilsethlthawaiame, Katomemetunne, Khinukhtunne, Khweshtunne, Kimestunne, Kthukhwestunne, Kthunataachuntunne, Meshtshe, Nakhituntunne, Nakhochatunne, Natarghiliitunne, Natsushltatunne, Nilestunne, Rghoyinestunne, Sathlrekhtun, Sekhushtuntunne, Sunsunnestunne, Sushltakhotthatunne, Thlkwantiyatunne, Thltsharghiliitunne, Thltsusmetunne, Thlulchikhwutmetunne, Timethltunne, Tkhlunkhastunne, Tsatarghekhetunne, Tthinatlitunne (na mjestu grada Coquille), Tulwutmetunne, Tuskhlustunne i Tustatunkhuushi. - Drucker (1937) dodaje i: Hweshtun (dijelom možda Kusan), Natgrilitun, Stonerutltutl (dio Natgrilituna), Tlunhoshtun (možda doseljeni iz Umpqua).

## Kultura
Coquille su živjeli u selima od cedrovih lean-to kuća duž rijeka i estuarija južne obale Oregona. Živjeli su od ribolova (losos) i sakupljanja žira od kojega se proizvodile lepinje acorn bread. –Prema arheolozima ovaj kraj nastanjuje najmanje 1,000 generacija Coquillea.

## Povijest
Pleme Coquille svoje zemlje gubi 1856. odlaskom na rezervat, neki odlaze na Siletz, gdje ih je 1910 popisano 15. Dio ih je ostao u starome kraju. Godine 1954. federalna vlada SAD-a ukida im priznanje statusa plemena, no već 1989. vraća ga nazad. 
nevolje za Coquille počinju najezdom bijelih naseljewnika (Oregon Trail) 1841. kada dolazi do konflikata. Neotporni na bolesti bijelaca, uskoro ih (1847.) pogađa epidemija ospica. Otkrićem zlata 1853. u području rijeke Rogue stanje se još više pogoršava i 1855. dolazi do Rogue River Wara koji započinje 'Luptonovim masakr'-om (Lupton Massacre) kada John Rampage ubija 40 bijelaca, nakon čega slijedi bitka na Hungry Hillu i Black Baru. Iduće godine (1856) 12 Indijanaca ubijeno je u pokolju Massacre Rocku i 30 u bici Meadows Battle. Poraženi su nakon bitke na Big Bendu (Battle of Big Bend),  nakon koje je 1,200 Indijanaca iz raznih plemena otjerano na Coast Reservation, a nakon toga su preseljeni na rezervat Siltz. Pleme je tada uključeno u ' Confederated Tribes of Siletz ' ali se rezervat 1956. ukida. -Plemenski savez Siletz ponovno se obnavlja 1977. ali mu oni više nisu članovi. –Coquille su plemenski status izgubili, kako je rečeno, još 1954. i obnovljen je 1989. sa sjedištem u North Bendu.

## Coquille danas
Prema NAHDB kalkulacijama njih je 1700. moglo biti oko 3,700., a toliko i 1800. godine. Broj im je prema istom izvoru 1900. bio 200 i 2000. se popeo na 800. Plemensko središte im je u North Bendu.

## Vanjske poveznice
- Coquille Indian Tribe
- Coquille  Arhivirana inačica izvorne stranice od 30. kolovoza 2006. (Wayback Machine)
- Dai s'la. . . welcome, friend
- Coquille Indian Tribe  Arhivirana inačica izvorne stranice od 27. rujna 2007. (Wayback Machine)
- Coquille Tribe  Arhivirana inačica izvorne stranice od 16. rujna 2006. (Wayback Machine)